# Coatesville (Pennsylvania)
Coatesville è una città degli Stati Uniti d'America, nella Contea di Chester, nello Stato della Pennsylvania.